# Луна 2
Луна 2 (Луна Е-1 № 6 или Е-1А № 2) е космически апарат на СССР по програмата Луна с цел изследване на Луната. Апаратът става първият обект, който достига повърхността на Луната, в областта Маре Серенитатис (Mare Serenitatis) в близост до кратерите Аристид, Архимед и Автолик. Апаратът по конструкция е подобен на Луна 1, запазвайки сферичната си форма с монтирани антени и инструменти. Оборудването включва радиотелеметрична система, магнитометър, гайгеров брояч, сцинтилатор, микрометеоритен детектор. Не са монтирани ускорители на самия космически апарат.
Най-значимото откритие, направено с помощта на апарата, е съществуването на слънчевият вятър, използвайки йонните детектори, разработени от Константин Грингауз. Луна 1 загатва за съществуването на този феномен, и Грингауз сменя планарната подредба на йонните детектори с пирамидална за по-точни измервания на плазмения поток.
След старта и ускорението до втора космическа скорост на 13 септември 1959 г. Луна 2 се отделя от третата степен на ракетата-носител, която следва апарата по траекторията му към Луната. На 13 септември бива изпуснат натриев газ, улесняващ следенето на апарата, както и представляващ експеримент, разкриващ поведението на газовете в космоса. В същия ден 33,5 часа след старта сигналите от апарата спират на място с координати от 0° и. д. и 29,1° с. ш. Не е установено наличието на магнитно поле или радиационни пояси около Луната.

## Луна 2 и радиационните пояси на Земята
Данните от апарата сочат промени в електронния поток и енергийния спектър на радиационния пояс на Земята. Оборудването включва магнитометър сходен с този на Луна 1, с обхват от -750 до +750 nT и грешка от 12 nT. Апаратът поддържа въртене около голямата си ос с период от 840 s и прецесия от 86 s. Данните от магнитометъра се отчитат приблизително веднъж на минута. Според командването на мисията, точността на измерените магнитни полета е 50 до 100 nT. Потвърдени са стойностите на интензивността на радиацията в земните радиационни пояси, както и че магнитното поле на Луната е най-много 100 nT в близост до повърхността.

## Гербове на СССР
Апаратът носи на борда си три комплекта гербове на СССР, два от които са сферични и с повърхност, съставена от петоъгълни елементи. В центъра на сферите се намират експлозиви с цел разпръскване на елементите по повърхността на Луната при падането на апарата. Елементите са изпълнени от неръждаема стомана и носят релеф на герба на СССР, както и „септември 1959“. Третият комплект гербове се намира на третата степен на ракетата носител, която се сблъсква с Луната 30 минути след апарата. Състои се от капсула, запълнена с течност и множество алуминиеви парчета с отпечатани герба на СССР, „септември 1959“ и „СОЮЗ СОВЕТСКИХ СОЦИАЛИСТИЧЕСКИХ РЕСПУБЛИК“.
На 15 септември 1959 г. Никита Хрушчов подарява на Дуайт Айзенхауер един сферичен комплект от гербове.